# Padang Bak Jeumpa
Padang Bak Jeumpa is een bestuurslaag in het regentschap Aceh Barat Daya van de provincie Atjeh, Indonesië. Padang Bak Jeumpa telt 851 inwoners (volkstelling 2010).